# 雷明登11-48半自動霰彈槍
雷明登11-48（英語：Remington Model 11-48，又稱：M11-48）是一款由美国槍械製造商雷明登武器公司所研製和生產的半自動霰彈槍，為二戰之後雷明登“新世代”半自動武器的第一種產品。該槍推出用以取代作為其開發基礎的雷明登11。從1948年首度公佈以後，1949年生產到1968年停產，並有著發射23⁄4英吋12號、16號、20號、28號和.410 bore等霰彈藥筒的衍生型。

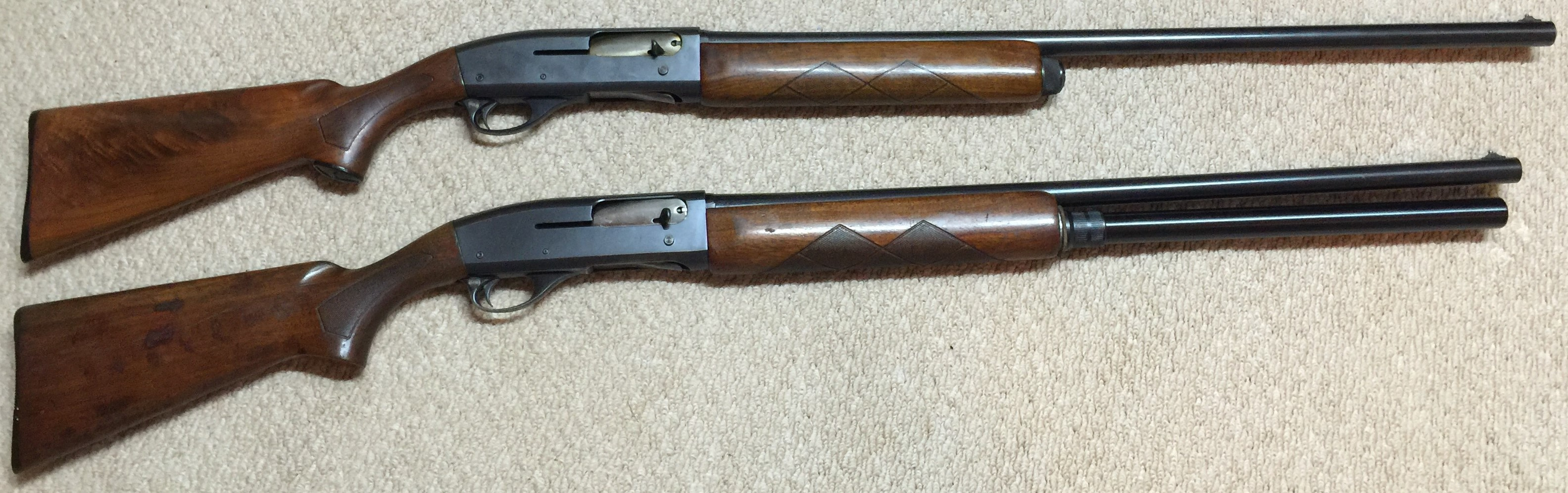
1953年，B級型號（上） 現代化的1949年，A級“車槍”型號（下）

## 設計細節
雷明登11-48是一款以雷明登11為藍本、因而亦採用了槍管長行程後座作用式自動原理操作的半自動霰彈槍。與泵動式霰彈槍一樣，霰彈藥筒會儲藏在槍管下方的內置式管式彈倉。當使用者扣動扳機、膛室之內的一發霰彈藥筒射擊以後，槍管和槍機一併向後運動一段較長的距離（向後移的這個距離大於彈殼長度），直到後座到機匣尾部並且後座到位以後才進行開鎖，槍機停止運動，擊錘並被鎖上；而槍管在套於內置式管式彈倉上的復進簧的作用以下向前復位，在槍管向前運動的過程中將彈殼從膛室抽，並且從拋殼口拋出槍外；槍管向前復進到位以後，槍機亦在其後方的復進簧的作用以下向前復進，同時將從底部的管式彈倉取出的下一發霰彈藥筒推入膛室內，完成推彈上膛及閉鎖動作，並呈待擊狀態。
雷明登11-48革命性之處在於，它採用了能讓組件成本降低的衝壓钢製部件，而且精選了真正的可互換的零件而非僅因槍匠要求的配件，並因而極端可靠。這些變化的影響自每枝雷明登霰彈槍以來都可看見得到，而且這現象在其競爭者的型號以上普遍。雷明登11-48與雷明登11的不同在於其機械加工的鋼製機匣的形狀以及使用較廉價的模壓鋼製內部零件。全新而容易拆卸的鋁製扳機外殼是它的後繼槍型，1100和11-87的功能。
很像雷明登11的是，該槍是由雙重復進簧的方法操作。第一個彈簧位於槍托，用作對於槍機的阻力。第二個彈簧位於管式彈倉以上，用作槍管復進簧，使槍管向機匣作數英寸的後座。雷明登11-48與雷明登11的不同在於摩擦環放置在槍管復進簧的前端。雷明登11分別具有一個平面末端和一個斜面末端的黃銅製摩擦環。摩擦環就裝入槍管底部凸耳的相應切口。發射重裝藥霰彈藥筒時，摩擦環被倒轉而令斜面末端朝向凸耳；發射輕裝藥霰彈藥筒時，就會倒轉為平面末端面對凸耳。雷明登11-48具有一個相似的摩擦環系統，但被修改為自我調節，從而可在任何裝藥量以下都可正常操作。

## 運動員'48型
運動員'48型是為了符合各種美國狩獵法規而推出的衍生型。其管式彈倉被塞子阻塞，這導致彈倉只能裝填2發霰彈藥筒。加上在膛室之內的另外1發，其總容量就是3發霰彈藥筒。它有著發射12、16和20鉛徑霰彈藥筒的版本。壓進管式彈倉的凹形體可藉由圓銼從內側除去，可讓彈倉容量從2發霰彈藥筒恢復為4發霰彈藥筒（全槍總容量5發霰彈藥筒）。

## 戰鬥中使用
少量被士兵購入並且在韓戰期間使用。以後又有少量被美国海军陆战队士兵購入並且在越南列裝。

## 資料來源
1. 1 2 3 4 5 6  . Remington Arms.   [25 December 2012]. （原始内容存档于2013-01-08）.

## 外部連結
- （英文）—Remington 11-48 Firearm Owner's Manual[永久]
- （英文）—Gun Collections Online.com—Remington Model 11-48 （页面存档备份，存于）
- （英文）—American Rifleman.org—Video: Remington 11-48 Shotgun （页面存档备份，存于）